# Dirk Olzen
Dirk Olzen (* 15. Mai 1949 in Wuppertal) ist ein deutscher Jurist und emeritierter Professor an der Heinrich-Heine-Universität Düsseldorf.

## Leben und Beruf
Im Jahr 1967 nahm Olzen an der Ruhr-Universität Bochum das Studium der Rechtswissenschaft auf. Für die Zeit des Grundwehrdienstes unterbrach er es in den Jahren 1968/69 für 18 Monate und schloss es im Jahr 1973 mit dem ersten juristischen Staatsexamen ab. Seine Prüfung legte er vor dem Oberlandesgericht Hamm ab. 1975 promovierte er an der Ruhr-Universität Bochum mit dem Thema „Die Bedeutung des ‚wirtschaftlichen Eigentums‘ für die privatrechtliche Störerhaftung“. Im Jahr 1977 legte er vor dem Oberlandesgericht Düsseldorf sein zweites juristisches Staatsexamen ab.
An der Ruhr-Universität Bochum habilitierte er unter Betreuung von Hermann Dilcher im Jahr 1983 mit dem Thema „Die vorweggenommene Erbfolge“. Anschließend war 1983/84 Professor an der Ruhr-Universität Bochum. 1984 bis 1994 war Olzen Universitätsprofessor an der Universität Hamburg. Dort war er in den Jahren 1989 bis 1994 geschäftsführender Direktor des Institutes für bürgerliches Recht und zivilrechtliche Grundlagenforschung.
Vom Sommersemester 1994 bis zum Jahr 2014 war Olzen Universitätsprofessor an der Heinrich-Heine-Universität Düsseldorf, wo er maßgeblich am Aufbau der juristischen Fakultät beteiligt war. In den Jahren 1998 bis 2000 war er deren Dekan und ab April 1999 Direktor des Instituts für Rechtsfragen der Medizin.
Seit 1989 ist er Mitherausgeber der Juristischen Rundschau.
Im Mai 2014 verlieh ihm die israelische Universität Interdisciplinary Center (IDC) Herzliya den Titel Honorary Fellow.
Olzen ist verheiratet und hat vier Kinder.

## Schriften (Auswahl)
- Die Bedeutung des „wirtschaftlichen Eigentums“ für die privatrechtliche Störerhaftung. Bochum 1975, (Bochum, Universität, Dissertation, 1975).
- Die vorweggenommene Erbfolge (= Rechts- und staatswissenschaftliche Veröffentlichungen der Görres-Gesellschaft. NF 41). Schöningh, Paderborn u. a. 1984, ISBN 3-506-73341-9.
- Vorweggenommene Erbfolge in historischer Sicht (= Hamburger Rechtsstudien. 75). Duncker & Humblot, Berlin 1988, ISBN 3-428-06507-7.
- mit Rolf Wank: Zivilrechtliche Klausurenlehre mit Fallrepetitorium. Heymann, Köln u. a. 1994, ISBN 3-452-22605-0 (8., überarbeitete Auflage. Vahlen, München 2015, ISBN 978-3-8006-5098-9).
- Zivilprozeßrecht in der bürgerlich-rechtlichen Examensklausur. Berlin-Verlag Spitz, Berlin 1998, ISBN 3-87061-726-8.
- Erbrecht. de Gruyter, Berlin u. a. 2001, ISBN 3-11-015585-0.
- mit Rolf Wank: Die Schuldrechtsreform. Eine Einführung. Heymann, Köln u. a. 2002, ISBN 3-452-25078-4.
- mit Frank Schneider, Helmut Frister: Begutachtung psychischer Störungen. Springer, Heidelberg 2006, ISBN 3-540-20621-3 (4. Auflage. Springer, Berlin 2020, ISBN 978-3-662-59120-8).